# Liga dos Campeões da UEFA de 1998–99
A Liga dos Campeões da UEFA de 1998–99 foi a 44ª edição do principal torneio de clubes de futebol da Europa, e a sétima edição desde que foi renomeado para Liga dos Campeões da UEFA. A competição foi vencida pelo Manchester United, voltando de um gol a menos nos últimos dois minutos dos acréscimos para derrotar o Bayern de Munique por 2–1 na final.   Teddy Sheringham e Ole Gunnar Solskjær marcaram os gols do United depois que o Bayern acertou a trave e a barra.
Eles foram o primeiro clube inglês a vencer o principal torneio de futebol de clubes da Europa desde 1984 e também o primeiro clube inglês a chegar a uma final da Liga dos Campeões desde o desastre do Heysel Stadium e o subsequente banimento de clubes ingleses de todas as competições da UEFA entre 1985 e 1990. foi a primeira vez desde 1968 que o Manchester United venceu a Liga dos Campeões, dando a eles seu segundo título.  
O Real Madrid era o atual campeão, mas foi eliminado nas quartas-de-final pelo Dínamo de Kiev.

## Vagas para cada confederação
O número de times por país, bem como a rodada inicial de cada clube e classificação, foram baseados no coeficiente da Liga UEFA de 1998, que leva em consideração seu desempenho nas competições europeias de 1993–94 a 1997–98.

## Primeira fase de qualificação
| Equipe 1             | Total | Equipe 2              | 1.º jogo | 2.º jogo |
| -------------------- | ----- | --------------------- | -------- | -------- |
| Sileks               | 1–2   | Club Brugge           | 0–0      | 1–2      |
| ŁKS Łódź             | 7–2   | Gäncä                 | 4–1      | 3–1      |
| Litex Lovech         | 3–2   | Halmstad              | 2–0      | 1–2      |
| Grasshopper          | 8–0   | Jeunesse Esch         | 6–0      | 2–0      |
| Celtic               | 2–0   | St Patrick's Athletic | 0–0      | 2–0      |
| Kareda               | 0–4   | Branik Maribor        | 0–3      | 0–1      |
| Dínamo de Kiev       | 10–1  | Barry Town            | 8–0      | 2–1      |
| Cliftonville         | 1–13  | Košice                | 1–5      | 0–8      |
| Skonto               | 2–1   | Dinamo Minsk          | 0–0      | 2–1      |
| Valletta             | 0–8   | Anorthosis Famagusta  | 0–2      | 0–6      |
| Beitar Jerusalem     | 5–1   | B36 Tórshavn          | 4–1      | 1–0      |
| Dínamo Tbilisi       | 4–3   | Vllaznia              | 3–0      | 1–3      |
| HJK Helsinki         | 5–0   | Yerevan               | 2–0      | 3–0      |
| FK Obilić            | 4–1   | ÍBV                   | 2–0      | 2–1      |
| Zimbru Chişinău      | 2–3   | Újpest                | 1–0      | 1–3      |
| Estrela de Bucareste | 5–4   | FC Flora              | 4–1      | 1–3      |

## Segunda fase de qualificação
| Equipe 1             | Total   | Equipe 2             | 1.º jogo | 2.º jogo   |
| -------------------- | ------- | -------------------- | -------- | ---------- |
| Rosenborg            | (fc)4–4 | Club Brugge          | 2–0      | 2–4        |
| Manchester United    | 2–0     | ŁKS Łódź             | 2–0      | 0–0        |
| Litex Lovech         | 2–11    | Spartak Moscou       | 0–5      | 2–6        |
| Galatasaray          | 5–3     | Grasshopper          | 2–1      | 3–2        |
| Celtic               | 1–3     | Croatia Zagreb       | 1–0      | 0–3        |
| Branik Maribor       | 3–5     | PSV Eindhoven        | 2–1      | 1–4        |
| Dínamo de Kiev       | (p)1–1  | Sparta Praga         | 0–1      | 1–0(pror.) |
| Košice               | 1–2     | Brøndby              | 0–2      | 1–0        |
| Internazionale       | 7–1     | Skonto               | 4–0      | 3–1        |
| Olympiacos           | 6–3     | Anorthosis Famagusta | 2–1      | 4–2        |
| Benfica              | 8–4     | Beitar Jerusalem     | 6–0      | 2–4        |
| Dínamo Tbilisi       | 2–2(fc) | Athletic Bilbao      | 2–1      | 0–1        |
| HJK Helsinki         | 2–1     | Metz                 | 1–0      | 1–1        |
| Bayern de Munique    | 5–1     | FK Obilić            | 4–0      | 1–1        |
| Sturm Graz           | 7–2     | Újpest               | 4–0      | 3–2        |
| Estrela de Bucareste | 5–8     | Panathinaikos        | 2–2      | 3–6        |

## Fase de grupos

### Grupo A
| Pos | Equipe        | Pts | J | V | E | D | GP | GC | SG |                                    |     | OLY | CZG | POR | AJX |
| --- | ------------- | --- | - | - | - | - | -- | -- | -- | ---------------------------------- | --- | --- | --- | --- | --- |
| 1   | Olympiacos    | 11  | 6 | 3 | 2 | 1 | 8  | 6  | +2 | Avançando para a fase eliminatória |     | —   | 2–0 | 2–1 | 1–0 |
| 2   | Dínamo Zagreb | 8   | 6 | 2 | 2 | 2 | 5  | 7  | −2 |                                    |     | 1–1 | —   | 3–1 | 0–0 |
| 3   | Porto         | 7   | 6 | 2 | 1 | 3 | 11 | 9  | +2 |                                    | 2–2 | 3–0 | —   | 3–0 |     |
| 4   | Ajax          | 7   | 6 | 2 | 1 | 3 | 4  | 6  | −2 |                                    | 2–0 | 0–1 | 2–1 | —   |     |

| 16 de setembro de 1998 | Porto                    | 2 – 2 | Olympiacos                     | Estádio das Antas, Porto  |
|                        | Zahovič 65' · Jardel 82' |       | Giannakopoulos 86' · Gogić 90' | Árbitro: Gilles Veissière |

| 16 de setembro de 1998 | Dínamo Zagreb | 0 – 0 | Ajax | Maksimir Stadium, Zagreb    |
|                        |               |       |      | Árbitro: Kim Milton Nielsen |

| 30 de setembro de 1998 | Ajax                           | 2 – 1 | Porto       | Amsterdam Arena, Amsterdã |
|                        | Rudy 57' · Litmanen 86' (pen.) |       | Zahovič 68' | Árbitro: Piero Ceccarini  |

| 30 de setembro de 1998 | Olympiacos                 | 2 – 0 | Dinamo Zagreb | Spiridon Louis, Atenas |
|                        | Alexandris 21' · Gogić 80' |       |               | Árbitro: David Elleray |

| 21 de outubro de 1998 | Olympiacos     | 1 – 0 | Ajax | Spiridon Louis, Atenas    |
|                       | Alexandris 39' |       |      | Árbitro: Manuel Díaz Vega |

| 21 de outubro de 1998 | Porto                        | 3 – 0 | Dinamo Zagreb | Estádio das Antas, Porto |
|                       | Doriva 33' · Zahovič 43' 73' |       |               | Árbitro: Günter Benkö    |

| 4 de novembro de 1998 | Ajax                     | 2 – 0 | Olympiacos | Amsterdam ArenA, Amsterdã |
|                       | Witschge 33' · Gorré 88' |       |            | Árbitro: Stefano Braschi  |

| 4 de novembro de 1998 | Dínamo Zagreb                        | 3 – 1 | Porto      | Maksimir Stadium, Zagreb |
|                       | Mikić 7' · Rukavina 37' · Mujčin 61' |       | Jardel 39' | Árbitro: Markus Merk     |

| 25 de novembro de 1998 | Ajax | 0 – 1 | Dínamo Zagreb | Amsterdam ArenA, Amsterdã |
|                        |      |       | Šimić 68'     | Árbitro: Marc Batta       |

| 25 de novembro de 1998 | Olympiacos                 | 2 – 1 | Porto       | Spiridon Louis, Atenas |
|                        | Gogić 18' · Djordjević 54' |       | Zahovič 76' | Árbitro: Hugh Dallas   |

| 9 de dezembro de 1998 | Porto                          | 3 – 0 | Ajax | Estádio das Antas, Porto   |
|                       | Zahovič 54' 80' · Drulović 73' |       |      | Árbitro: Pierluigi Collina |

| 9 de dezembro de 1998 | Dínamo Zagreb | 1 – 1 | Olympiacos         | Maksimir Stadium, Zagreb |
|                       | Jeličić 35'   |       | Giannakopoulos 64' | Árbitro: Rune Pedersen   |

### Grupo B
| Equipe          | J | V | E | D | GP | GC | SG | Pts |
| --------------- | - | - | - | - | -- | -- | -- | --- |
| Juventus        | 6 | 1 | 5 | 0 | 7  | 5  | +2 | 8   |
| Galatasaray     | 6 | 2 | 2 | 2 | 8  | 8  | 0  | 8   |
| Rosenborg       | 6 | 2 | 2 | 2 | 7  | 8  | −1 | 8   |
| Athletic Bilbao | 6 | 1 | 3 | 2 | 5  | 6  | −1 | 6   |

| 16 de setembro de 1998 | Juventus                     | 2 – 2 | Galatasaray          | Stadio delle Alpi, Torino |
|                        | Inzaghi 17' · Birindelli 68' |       | Şükür 44' · Ümit 63' | Árbitro: Markus Merk      |

| 16 de setembro de 1998 | Athletic Bilbao | 1 – 1 | Rosenborg  | San Mamés Stadium, Bilbao |
|                        | Etxeberria 6'   |       | Strand 65' | Árbitro: Vasili Melnichuk |

| 29 de setembro de 1998 | Rosenborg              | 1 – 1 | Juventus    | Lerkendal, Trondheim  |
|                        | Skammelsrud 69' (pen.) |       | Inzaghi 27' | Árbitro: Amand Ancion |

| 30 de setembro de 1998 | Galatasaray         | 2 – 1 | Athletic Bilbao | Ali Sami Yen Stadium, Istanbul |
|                        | Okan 16' · Hagi 90' |       | Urzaiz 17'      | Árbitro: Graham Poll           |

| 21 de outubro de 1998 | Rosenborg             | 3 – 0 | Galatasaray | Lerkendal, Trondheim      |
|                       | Rushfeldt 69' 86' 90' |       |             | Árbitro: Nikolai Levnikov |

| 21 de outubro de 1998 | Athletic Bilbao | 0 – 0 | Juventus | San Mamés Stadium, Bilbao   |
|                       |                 |       |          | Árbitro: Kim Milton Nielsen |

| 4 de novembro de 1998 | Juventus        | 1 – 1 | Athletic Bilbao | Stadio delle Alpi, Torino |
|                       | Lasa 45' (o.g.) |       | Guerrero 45'    | Árbitro: Hugh Dallas      |

| 4 de novembro de 1998 | Galatasaray              | 3 – 0 | Rosenborg | Ali Sami Yen Stadium, Istanbul |
|                       | Şükür 54' 73' · Arif 65' |       |           | Árbitro: Hellmut Krug          |

| 25 de novembro de 1998 | Rosenborg       | 2 – 1 | Athletic Bilbao | Lerkendal, Trondheim     |
|                        | Sørensen 2' 50' |       | Pérez 90'       | Árbitro: Bernd Heynemann |

| 25 de novembro de 1998 | Galatasaray | 1 – 1 | Juventus    | Ali Sami Yen Stadium, Istanbul |
|                        | Suat 90'    |       | Amoruso 76' | Árbitro: Graham Poll           |

| 09 de dezembro de 1998 | Juventus                  | 2 – 0 | Rosenborg | Stadio delle Alpi, Turim    |
|                        | Inzaghi 16' · Amoruso 36' |       |           | Árbitro: Mario van der Ende |

| 9 de dezembro de 1998 | Athletic Bilbao | 1 – 0 | Galatasaray | San Mamés Stadium, Bilbao |
|                       | Guerrero 44'    |       |             | Árbitro: Urs Meier        |

### Grupo C
| Equipe         | J | V | E | D | GP | GC | SG  | Pts |
| -------------- | - | - | - | - | -- | -- | --- | --- |
| Internazionale | 6 | 4 | 1 | 1 | 9  | 5  | +4  | 13  |
| Real Madrid    | 6 | 4 | 0 | 2 | 17 | 8  | +9  | 12  |
| Spartak Moscou | 6 | 2 | 2 | 2 | 7  | 6  | +1  | 8   |
| Sturm Graz     | 6 | 0 | 1 | 5 | 2  | 16 | −14 | 1   |

| 16 de setembro de 1998 | Real Madrid                     | 2 – 0 | Internazionale | Santiago Bernabéu Stadium, Madrid |
|                        | Hierro 80' (pen.) · Seedorf 90' |       |                | Árbitro: Hugh Dallas              |

| 16 de setembro de 1998 | Sturm Graz | 0 – 2 | Spartak Moscow            | Liebenau Stadium, Graz   |
|                        |            |       | Titov 60' · Tsymbalar 63' | Árbitro: Atanas Ouzounov |

| 30 de setembro de 1998 | Internazionale | 1 – 0 | Sturm Graz | San Siro, Milan        |
|                        | Djorkaeff 90'  |       |            | Árbitro: Rune Pedersen |

| 30 de setembro de 1998 | Spartak Moscow            | 2 – 1 | Real Madrid | Luzhniki Stadium, Moscow |
|                        | Tsymbalar 72' · Titov 78' |       | Raúl 63'    | Árbitro: Bernd Heynemann |

| 21 de outubro de 1998 | Real Madrid                                                   | 6 – 1 | Sturm Graz | Santiago Bernabéu, Madrid        |
|                       | Sávio 13' 90' · Raúl 22' · Jarni 61' 79' · Popović 67' (o.g.) |       | Vastić 8'  | Árbitro: Graham Barber (England) |

| 21 de outubro de 1998 | Internazionale            | 2 – 1 | Spartak Moscou | San Siro, Milan     |
|                       | Ventola 32' · Ronaldo 59' |       | Tsymbalar 65'  | Árbitro: Marc Batta |

| 4 de novembro de 1998 | Spartak Moscou | 1 – 1 | Internazionale | Luzhniki Stadium, Moscou |
|                       | Tikhonov 68'   |       | Simeone 89'    | Árbitro: Urs Meier       |

| 4 de novembro de 1998 | Sturm Graz | 1 – 5 | Real Madrid                                              | Liebenau Stadium, Graz |
|                       | Haas 3'    |       | Panucci 8' 61' · Mijatović 35' · Seedorf 57' · Šuker 74' | Árbitro: Nilsson       |

| 25 de novembro de 1998 | Internazionale                | 3 – 1 | Real Madrid | San Siro, Milan      |
|                        | Zamorano 51' · Baggio 86' 90' |       | Seedorf 57' | Árbitro: Markus Merk |

| 25 de novembro de 1998 | Spartak Moscou | 0 – 0 | Sturm Graz | Luzhniki Stadium, Moscou |
|                        |                |       |            | Árbitro: Michel Piraux   |

| 9 de dezembro de 1998 | Real Madrid          | 2 – 1 | Spartak Moscou | Estádio Santiago Bernabéu, Madrid |
|                       | Raúl 34' · Sávio 66' |       |                | Árbitro: László Vagner            |

| 9 de dezembro de 1998 | Sturm Graz | 0 – 2 | Internazionale           | Liebenau Stadium, Graz |
|                       |            |       | Zanetti 64' · Baggio 80' | Árbitro: Jacek Granat  |

### Grupo D
| Equipe            | J | V | E | D | GP | GC | SG  | Pts |
| ----------------- | - | - | - | - | -- | -- | --- | --- |
| Bayern de Munique | 6 | 3 | 2 | 1 | 9  | 6  | +3  | 11  |
| Manchester United | 6 | 2 | 4 | 0 | 20 | 11 | +9  | 10  |
| Barcelona         | 6 | 2 | 2 | 2 | 11 | 9  | +2  | 8   |
| Brøndby           | 6 | 1 | 0 | 5 | 4  | 18 | −14 | 3   |

| 16 de setembro de 1998 | Manchester United                     | 3 – 3 | Barcelona                                                    | Old Trafford, Manchester |
|                        | Giggs 17' · Scholes 24' · Beckham 64' |       | Anderson 47' · Giovanni 60' (pen.) · Luis Enrique 71' (pen.) | Árbitro: Stefano Braschi |

| 16 de setembro de 1998 | Brøndby                      | 2 – 1 | Bayern Munich | Parken Stadium, Copenhague |
|                        | Helmer 87' (o.g.) · Ravn 90' |       | Babbel 76'    | Árbitro: Laszlo Vagner     |

| 30 de setembro de 1998 | Bayern Munich                     | 2 – 2 | Manchester United       | Olympiastadion, Munique             |
|                        | Élber 11' · Sheringham 90' (o.g.) |       | Yorke 30' · Scholes 49' | Público: 55,000 Árbitro: Marc Batta |

| 30 de setembro de 1998 | Barcelona        | 2 – 0 | Brøndby | Camp Nou, Barcelona   |
|                        | Anderson 44' 85' |       |         | Árbitro: Gerd Grabher |

| 21 de outubro de 1998 | Brøndby                 | 2 – 6 | Manchester United                                              | Parken Stadium, Copenhague  |
|                       | Daugaard 35' · Sand 90' |       | Giggs 2' 21' · Cole 28' · Keane 55' · Yorke 60' · Solskjær 62' | Árbitro: Vítor Melo Pereira |

| 21 de outubro de 1998 | Bayern Munich | 1 – 0 | Barcelona | Olympiastadion, Munique               |
|                       | Effenberg 45' |       |           | Público: 56,000 Árbitro: Anders Frisk |

| 4 de novembro de 1998 | Barcelona           | 1 – 2 | Bayern Munich                  | Camp Nou, Barcelona        |
|                       | Giovanni 28' (pen.) |       | Zickler 47' · Salihamidžić 86' | Árbitro: Pierluigi Collina |

| 4 de novembro de 1998 | Manchester United                                               | 5 – 0 | Brøndby | Old Trafford, Manchester |
|                       | Beckham 6' · Cole 12' · P.Neville 16' · Yorke 28' · Scholes 62' |       |         | Árbitro: Ľuboš Micheľ    |

| 25 de novembro de 1998 | Barcelona                     | 3 – 3 | Manchester United        | Camp Nou, Barcelona   |
|                        | Anderson 1' · Rivaldo 57' 73' |       | Yorke 25' 68' · Cole 53' | Árbitro: Günter Benkö |

| 25 de novembro de 1998 | Bayern Munich            | 2 – 0 | Brøndby | Olympiastadion, Munique              |
|                        | Jancker 51' · Basler 57' |       |         | Público: 34,000 Árbitro: Oguz Sarvan |

| 9 de dezembro de 1998 | Manchester United | 1 – 1 | Bayern Munich    | Old Trafford, Manchester |
|                       | Keane 43'         |       | Salihamidžić 56' | Árbitro: Dick Jol        |

| 9 de dezembro de 1998 | Brøndby | 0 – 2 | Barcelona             | Parken Stadium, Copenhague |
|                       |         |       | Figo 5' · Rivaldo 35' | Árbitro: Nikolai Levnikov  |

### Grupo E
| Equipe         | J | V | E | D | GP | GC | SG | Pts |
| -------------- | - | - | - | - | -- | -- | -- | --- |
| Dínamo de Kiev | 6 | 3 | 2 | 1 | 11 | 7  | +4 | 11  |
| Lens           | 6 | 2 | 2 | 2 | 5  | 6  | −1 | 8   |
| Arsenal        | 6 | 2 | 2 | 2 | 8  | 8  | 0  | 8   |
| Panathinaikos  | 6 | 2 | 0 | 4 | 6  | 9  | −3 | 6   |

| 16 de setembro de 1998 | Panathinaikos                  | 2 – 1 | Dínamo de Kiev | Nikos Goumas Stadium, Atenas |
|                        | Mykland 57' · Liberopoulos 71' |       | Rebrov 31'     | Árbitro: Vítor Melo Pereira  |

| 16 de setembro de 1998 | Lens          | 1 – 1 | Arsenal      | Stade Félix Bollaert, Lens |
|                        | Vairelles 90' |       | Overmars 51' | Árbitro: Hellmut Krug      |

| 30 de setembro de 1998 | Arsenal               | 2 – 1 | Panathinaikos | Wembley, Londres             |
|                        | Adams 64' · Keown 72' |       | Mauro 88'     | Árbitro: Antonio López Nieto |

| 30 de setembro de 1998 | Dínamo de Kiev | 1 – 1 | Lens          | Estádio Olímpico de Kiev, Kiev |
|                        | Shevchenko 61' |       | Vairelles 62' | Árbitro: Günter Benkö          |

| 21 de outubro de 1998 | Arsenal      | 1 – 1 | Dínamo de Kiev | Wembley, Londres        |
|                       | Bergkamp 74' |       | Rebrov 90'     | Árbitro: Ryszard Wójcik |

| 21 de outubro de 1998 | Lens     | 1 – 0 | Panathinaikos | Stade Félix Bollaert, Lens |
|                       | Eloi 80' |       |               | Árbitro: Dick Jol          |

| 4 de novembro de 1998 | Dínamo de Kiev                                   | 3 – 1 | Arsenal    | Estádio Olímpico de Kiev, Kiev |
|                       | Rebrov 27' (pen.) · Holovko 62' · Shevchenko 72' |       | Hughes 83' | Árbitro: Piero Ceccarini       |

| 4 de novembro de 1998 | Panathinaikos | 1 – 0 | Lens | Spiridon Louis, Atenas      |
|                       | Vokolos 53'   |       |      | Árbitro: José García Aranda |

| 25 de novembro de 1998 | Arsenal | 0 – 1 | Lens       | Wembley, Londres     |
|                        |         |       | Debève 72' | Árbitro: Markus Merk |

| 25 de novembro de 1998 | Dínamo de Kiev                  | 2 – 1 | Panathinaikos   | Estádio Olímpico de Kiev, Kiev |
|                        | Rebrov 72' · Basinas 80' (o.g.) |       | Lagonikakis 36' | Árbitro: Hellmut Krug          |

| 9 de dezembro de 1998 | Panathinaikos  | 1 – 3 | Arsenal                                          | Spiridon Louis, Atenas   |
|                       | Sypniewski 74' |       | Asanović 65' (o.g.) · Anelka 80' · Boa Morte 86' | Árbitro: Stefano Braschi |

| 9 de dezembro de 1998 | Lens       | 1 – 3 | Dínamo de Kiev                              | Stade Félix Bollaert, Lens |
|                       | Šmicer 78' |       | Kaladze 60' · Vashchuk 75' · Shevchenko 85' | Árbitro: Ľuboš Micheľ      |

### Grupo F
| Equipe         | J | V | E | D | GP | GC | SG | Pts |
| -------------- | - | - | - | - | -- | -- | -- | --- |
| Kaiserslautern | 6 | 4 | 1 | 1 | 12 | 6  | +6 | 13  |
| Benfica        | 6 | 2 | 2 | 2 | 8  | 9  | −1 | 8   |
| PSV Eindhoven  | 6 | 2 | 1 | 3 | 10 | 11 | −1 | 7   |
| HJK Helsinki   | 6 | 1 | 2 | 3 | 8  | 12 | −4 | 5   |

| 16 de setembro de 1998 | PSV Eindhoven               | 2 – 1 | HJK Helsinki | Philips Stadion, Eindhoven |
|                        | Ooijer 57' · Bruggink 90+3' |       | Kottila 32'  | Árbitro: Ľuboš Micheľ      |

| 16 de setembro de 1998 | Kaiserslautern | 1 – 0 | Benfica | Fritz Walter Stadion, Kaiserslautern |
|                        | Wagner 41'     |       |         | Árbitro: Pierluigi Collina           |

| 30 de setembro de 1998 | Benfica                         | 2 – 1 | PSV Eindhoven | Estádio da Luz, Lisboa    |
|                        | Nuno Gomes 47' · João Pinto 76' |       | Rommedahl 72' | Árbitro: Nikolai Levnikov |

| 30 de setembro de 1998 | HJK Helsinki | 0 – 0 | Kaiserslautern | Olímpico, Helsinque    |
|                        |              |       |                | Árbitro: Leslie Irvine |

| 21 de outubro de 1998 | PSV Eindhoven | 1 – 2 | Kaiserslautern         | Philips Stadion, Eindhoven |
|                       | Khokhlov 78'  |       | Riedl 67' · Rische 81' | Árbitro: Alain Sars        |

| 21 de outubro de 1998 | HJK Helsinki                      | 2 – 0 | Benfica | Olímpico, Helsinque    |
|                       | Lehkosuo 20' (pen.) · Kottila 70' |       |         | Árbitro: Václav Krondl |

| 4 de novembro de 1998 | Kaiserslautern                       | 3 – 1 | PSV Eindhoven      | Fritz Walter Stadion, Kaiserslautern |
|                       | Rische 68' · Riedl 77' · Hristov 90' |       | van Nistelrooy 18' | Árbitro: David Elleray               |

| 4 de novembro de 1998 | Benfica                     | 2 – 2 | HJK Helsinki                       | Estádio da Luz, Lisboa |
|                       | Nuno Gomes 78' · Calado 81' |       | Minto 5' (o.g.) · Luiz Antonio 84' | Árbitro: Laszlo Vagner |

| 25 de novembro de 1998 | HJK Helsinki        | 1 – 3 | PSV Eindhoven                     | Olímpico, Helsinque         |
|                        | Lehkosuo 70' (pen.) |       | van Nistelrooy 30' 67' 82' (pen.) | Árbitro: José García Aranda |

| 25 de novembro de 1998 | Benfica                         | 2 – 1 | Kaiserslautern | Estádio da Luz, Lisboa |
|                        | Nuno Gomes 30' · João Pinto 70' |       | Rische 90'     | Árbitro: Paul Durkin   |

| 9 de dezembro de 1998 | PSV Eindhoven                     | 2 – 2 | Benfica                   | Philips Stadion, Eindhoven |
|                       | Khokhlov 41' · van Nistelrooy 89' |       | Nuno Gomes 47' (pen.) 65' | Árbitro: Nilsson           |

| 9 de dezembro de 1998 | Kaiserslautern                                  | 5 – 2 | HJK Helsinki                 | Fritz Walter Stadion, Kaiserslautern |
|                       | Rösler 43' 61' 80' · Marschall 49' · Rische 85' |       | Ilola 29' · Luiz Antonio 68' | Árbitro: Kim Milton Nielsen          |

### Colocação dos vice-colocados
| Equipe            | J | V | E | D | GP | GC | SG | Pts |
| ----------------- | - | - | - | - | -- | -- | -- | --- |
| Real Madrid       | 6 | 4 | 0 | 2 | 17 | 8  | +9 | 12  |
| Manchester United | 6 | 2 | 4 | 0 | 20 | 11 | +9 | 10  |
| Galatasaray       | 6 | 2 | 2 | 2 | 8  | 8  | 0  | 8   |
| Benfica           | 6 | 2 | 2 | 2 | 8  | 9  | −1 | 8   |
| Lens              | 6 | 2 | 2 | 2 | 5  | 6  | −1 | 8   |
| Dínamo Zagreb     | 6 | 2 | 2 | 2 | 5  | 7  | −2 | 8   |

## Fase final

### Esquema
|  | Quartas de final  | Quartas de final  | Quartas de final  | Quartas de final |   |                   | Semifinal | Semifinal | Semifinal | Semifinal |  |  | Final             | Final |
|  |                   |                   |                   |                  |   |                   |           |           |           |           |  |  |                   |       |
|  | Manchester United | 2                 | 1                 | 3                |   |                   |           |           |           |           |  |  |                   |       |
|  | Internazionale    | 0                 | 1                 | 1                |   |                   |           |           |           |           |  |  |                   |       |
|  | Internazionale    | 0                 | 1                 | 1                |   | Manchester United | 1         | 3         | 4         |           |  |  |                   |       |
|  |                   |                   |                   |                  |   | Manchester United | 1         | 3         | 4         |           |  |  |                   |       |
|  |                   | Juventus          | 1                 | 2                | 3 |                   |           |           |           |           |  |  |                   |       |
|  | Juventus          | Juventus          | 1                 | 2                | 3 | 2                 | 1         | 3         |           |           |  |  |                   |       |
|  | Juventus          |                   |                   |                  |   | 2                 | 1         | 3         |           |           |  |  |                   |       |
|  | Olympiacos        | 1                 | 1                 | 2                |   |                   |           |           |           |           |  |  |                   |       |
|  |                   |                   |                   |                  |   |                   |           |           |           |           |  |  | Manchester United | 2     |
|  |                   |                   | Bayern de Munique | 1                |   |                   |           |           |           |           |  |  |                   |       |
|  | Real Madrid       | 1                 | 0                 | 1                |   |                   |           |           |           |           |  |  |                   |       |
|  | Dínamo de Kiev    | 1                 | 2                 | 3                |   |                   |           |           |           |           |  |  |                   |       |
|  | Dínamo de Kiev    | 1                 | 2                 | 3                |   | Dínamo de Kiev    | 3         | 0         | 3         |           |  |  |                   |       |
|  |                   |                   |                   |                  |   | Dínamo de Kiev    | 3         | 0         | 3         |           |  |  |                   |       |
|  |                   | Bayern de Munique | 3                 | 1                | 4 |                   |           |           |           |           |  |  |                   |       |
|  | Bayern de Munique | Bayern de Munique | 3                 | 1                | 4 | 2                 | 4         | 6         |           |           |  |  |                   |       |
|  | Bayern de Munique |                   |                   |                  |   | 2                 | 4         | 6         |           |           |  |  |                   |       |
|  | Kaiserslautern    | 0                 | 0                 | 0                |   |                   |           |           |           |           |  |  |                   |       |

### Quartas de final
| Equipe 1          | Total | Equipe 2       | 1.º jogo | 2.º jogo |
| ----------------- | ----- | -------------- | -------- | -------- |
| Real Madrid       | 1–3   | Dínamo de Kiev | 1–1      | 0–2      |
| Manchester United | 3–1   | Internazionale | 2–0      | 1–1      |
| Juventus          | 3–2   | Olympiacos     | 2–1      | 1–1      |
| Bayern de Munique | 6–0   | Kaiserslautern | 2–0      | 4–0      |

### Semifinal
| Equipe 1          | Total | Equipe 2      | 1.º jogo | 2.º jogo |
| ----------------- | ----- | ------------- | -------- | -------- |
| Manchester United | 4–3   | Juventus      | 1–1      | 3–2      |
| Dínamo de Kiev    | 3–4   | Bayern Munich | 3–3      | 0–1      |

#### Primeira partida
| 7 de abril de 1999 | Manchester United | 1 – 1    | Juventus  | Old Trafford, Manchester                      |
|                    | Giggs 90+2'       | (Report) | Conte 25' | Público: 54 487 Árbitro: ESP Manuel Díaz Vega |

| 7 de abril de 1999 | Dínamo de Kiev                    | 3 – 3    | Bayern de Munique                        | Olimpiysky, Kiev                                |
|                    | Shevchenko 16' 43' · Kosovsky 50' | (Report) | Tarnat 45' · Effenberg 78' · Jancker 88' | Público: 90 000 Árbitro: DEN Kim Milton Nielsen |

#### Segunda partida
| 21 de abril de 1999 | Juventus       | 2 – 3    | Manchester United                | delle Alpi, Turim                      |
|                     | Inzaghi 6' 11' | (Report) | Keane 24' · Yorke 34' · Cole 84' | Público: 60 806 Árbitro: SWI Urs Meier |

| 21 de abril de 1999 | Bayern de Munique | 1 – 0    | Dínamo de Kiev | Olímpico, Munique                               |
|                     | Basler 35'        | (Report) |                | Público: 60 000 Árbitro: POR Vítor Melo Pereira |

### Final
| 26 de maio de 1999 | Manchester United                 | 2 – 1 | Bayern de Munique | Camp Nou, Barcelona                            |
|                    | Sheringham 90+1' · Solskjær 90+3' |       | Basler 6'         | Público: 90 000 Árbitro: ITA Pierluigi Collina |

## Premiação
| Liga dos Campeões da UEFA de 1998-99 |
| Inglaterra                           |
| ------------------------------------ |
| Manchester United (2º título)        |